# Alexandra Paul
Pour les articles homonymes, voir Paul.
Alexandra Paul est une actrice américaine, née le 29 juillet 1963 à New York, État de New York (États-Unis).

## Biographie

### Famille
Alexandra Paul est née à New York. C'est la fille de Sarah et Mark Paul, un banquier. Elle a une sœur jumelle, Caroline Paul, écrivain et membre reconnu des pompiers de San Francisco.

### Carrière
Connue surtout pour son rôle de Stéphanie Holden dans la série télévisée Alerte à Malibu de 1992 à 1997, elle est aussi apparue dans plus de 50 films ou programmes de télévision.
En plus d'Alerte à Malibu, Alexandra est aussi connue pour ses rôles dans des films comme Christine (1983), American Flyers (1985), et la parodie de Badge 714, Dragnet en 1987.
En plus de son activité d'actrice, elle s'occupe de shows télévisés, dont le Winning Women de Women's Entertainment et le show Earth Talk Today à propos d'environnement en Californie du Sud. Elle est très engagée dans la préservation de l'environnement et est végane.
Alexandra a coécrit et coproduit deux documentaires : Jampacked, à propos de la crise mondiale de surpopulation, et The Cost of Cool: Finding Happiness in a Materialistic World. Jampacked a été récompensé d'une médaille de bronze et mis à la première place du festival EarthVision Environmental Film and Video Festival. The Cost of Cool a été récompensé d'un CINE Golden Eagle Award.
En septembre 2021, dans le cadre d'une action de Direct Action Everywhere, Alexandra Paul sauve deux poules malades d'un camion appartenant à Foster Farms. A l'issue de son procès, en mars 2023, elle ressort non coupable du délit de vol.

### Vie privée
Elle est mariée à Ian Murray, coach de triathlon, depuis le 16 septembre 2000.

## Filmographie

### Cinéma
- 1983 : American Nightmare : Isabelle
- 1983 : Christine : Leigh Cabot
- 1984 : Une fille à aimer (Just the Way You Are) d'Édouard Molinaro : Bobbie
- 1985 : Le Prix de l'exploit (American Flyers) : Becky
- 1986 : Huit millions de façons de mourir (8 Million Ways to Die) : Sunny
- 1987 : Dragnet : Connie Swail
- 1988 : After the Rain : Petra Guera
- 1991 : Miliardi : Giulia Ferretti
- 1991 : In Between : Amy Budd
- 1992 : Prey of the Chameleon : Carrie
- 1992 : Kuffs : L'épouse du chef
- 1993 : Sunset Grill : Anita
- 1994 : Nothing to Lose : Natasha
- 1994 : The Paper Boy : Melissa Thorpe
- 1995 : Cyber Bandits : Rebecca Snow
- 1996 : Kiss and Tell : Bambi la manucure
- 1996 : Héritage diabolique (House of the Damned) : Maura South
- 1996 : Agent zéro zéro (Spy Hard) de Rick Friedberg : La femme dans le lit de Murphy
- 1996 : Petit flic (Kid Cop) : Sarah Hansen
- 1998 : 12 Bucks : Epiphany Lovejoy
- 2000 : Éternelle vengeance (Revenge) : Laura Underwood
- 2000 : The Brainiacs.com (en) de Blair Treu (en) : Kara Banks
- 2001 : 10 Attitudes : Leslie
- 2001 : Face au tueur (Facing the Enemy) : Olivia McCleary
- 2001 : Diary of a Sex Addict : Katherine
- 2001 : Je déteste les ruptures (Breaking Up Really Sucks) : Charlie
- 2001 : Exposure : Jackie Steerman
- 2002 : Redemption of the Ghost : Audrey Powell
- 2008 : True Loved : Leslie
- 2009 : Ménage à trois (He's Such a Girl) : Linda
- 2009 : Family of Four : Janice Baker
- 2009 : Benny Bliss and the Disciples of Greatness : Mall Gal
- 2010 : In My Sleep : Roxana
- 2011 : Javelina : Lora
- 2012 : A Beer Tale : Laurie Martin
- 2012 : 16-Love : Margo Mash
- 2014 : The Anchor : Susan Rogers
- 2014 : Dirty : Sara Dunlap

### Séries TV
- 1987 : Le voyageur (The Hitchhiker) : Julie (Saison 4, épisode 2)
- 1992-1997 : Alerte à Malibu (Baywatch) : Stéphanie Holden (Saison 3, épisode 3 à Saison 7, épisode 13)
- 1993 : Johnny Bago : Erica (Saison 1, épisode 7)
- 1996-1997 : Extrême urgence (L.A. Firefighters) : T.K. Martin
- 1997 : Un privé à Malibu (Baywatch Nights) : Stéphanie Holden (Saison 2, épisode 19)
- 1998 : La croisière s'amuse, nouvelle vague (The Love Boat: Next Wave) : Gillian Stanfield (Saison 2, épisode 5)
- 1999 : Melrose Place : Terry O'Brien (Saison 7)
- 2008 : Mad Men : Pauline Phillips (Saison 2, épisode 6)

### Téléfilms
- 1982 : Des poupées de magazine (Paper Dolls) : Laurie Caswell
- 1984 : Miss muscles (Getting Physical) : Kendall Gibley
- 1988 : Out of the Shadows : Jan Lindsey
- 1989 : Perry Mason: The Case of the Lethal Lesson : Amy Hastings
- 1989 : Perry Mason: Meurtre à Broadway (Perry Mason: The Case of the Musical Murder) : Amy Hastings
- 1989 : Perry Mason: The Case of The All-Star American : Amy Hastings
- 1990 : Laker Girls : Heidi/Jenny
- 1993 : Commando express : Sabrina Carver
- 1995 : Night Watch : Sabrina Carver
- 1995 : Alerte à Malibu : Paradis interdit (Baywatch: Forbidden Paradise) : Stéphanie Holden
- 1995 : Piranha (en) : Maggie McNamara
- 1995 : Danielle Steel: Naissances (Mixed Blessings) : Beth
- 1996 : Daytona Beach : Annie Gibson
- 1997 : Double Écho (Echo) : Olivia Jordan
- 1999 : La Quête d'Arthur (Arthur's Quest) : Caitlin Regal
- 2000 : Green Sails : Laura Taylor
- 2001 : S.O.S. Vol 534 (Rough Air: Danger on Flight 534) : Katy Phillips
- 2001 : L'amour en partage (Above & Beyond) : Jill Amorosa
- 2003 : Une femme aux abois (A Woman Hunted) : Lainie Wheeler
- 2003 : Alerte à Malibu : Mariage à Hawaï (Baywatch: Hawaiian Wedding) : Allison Ford
- 2004 : Terrain hostile (Landslide) : Emma Decker
- 2004 : Pour la vie d'Emily (Saving Emily) : Cheryl
- 2005 : Victime de l'amour (A Lover's Revenge) : Liz Manners
- 2006 : Shockwave (A.I. Assault) : Marlon Adams
- 2006 : Deux femmes en danger (Trapped) : Samantha Reed
- 2006 : Menace au paradis (Love The Neighbour) : Laura Benson
- 2006 : New York Volcano (Disaster Zone: Volcano in New York) : Dr Susan Foxley
- 2006 : Tentation troublante (Gospel of Deceit) : Emily Wendell
- 2007 : Une vie brisée (Demons from Her Past) : Allison Buchanan
- 2008 : Rendez-vous meurtrier (Murder.com) : Stacy Reed
- 2009 : L'aventure de Noël (Christmas Crash) : Christine Johnson
- 2009 : La Vengeance d'une sœur (A Sister's Secret) : Katherine Morrison
- 2010 : Rencontre en ligne (The Boy She Met Online) : Tori Winters
- 2011 : La Vidéo de la honte (Betrayed at 17) : Michelle Ross
- 2011 : La féerie de Noël / Un Petit chien pour Noël (Christmas Spirit) : Winnie
- 2012 : Rendez-vous à Noël (Love at the Christmas Table) : Eve Reed
- 2014 : Firequake (Fire Quake) : Dr Eve Carter
- 2015 : Flirt avec le danger (The Bride He Bought Online) : Inspecteur Kathy Schumaker
- 2016 : Sharknado 4 (Sharknado 4: The 4th Awakens) : Stéphanie Holden
- 2017 : Ton bébé m'appartient (Born and Missing) : Lieutenant Janine Breuer
- 2020 : Ma fille, rattrapée par son passé (Escaping My Stalker) : Sandy Stewart

### Apparition
Elle apparaît également dans un Bonus du DVD de Borat parodiant Alerte à Malibu.

## Voix françaises
En France, Véronique Augereau est la voix française régulière d’Alexandra Paul. Il y a également eu Martine Irzenski qui l'a doublée à deux reprises.
| - Véronique Augereau dans : - Alerte à Malibu (série télévisée) - Extrême urgence (série télévisée) - Un privé à Malibu (série télévisée) - Melrose Place (série télévisée) - Alerte à Malibu : Mariage à Hawaï (téléfilm) - Commando express - Eternelle vengeance - Flirt avec le danger - Firequake - Rendez-vous à Noël - La vidéo de la honte - Un Petit chien pour Noël - Rencontre en ligne - La vengeance d'une sœur - L'Aventure de Noël - Rendez-vous meurtrier - Une vie brisée - Séquestration - Tentation troublante - Pour la vie d'Emily - Terrain hostile - Une femme aux abois - Libre d'aimer - Diary of a Sex Addict - Face au tueur - Le grand secret - Exposure | - Martine Irzenski dans : - Out of the Shadows (téléfilm) - Miss muscles (téléfilm) et aussi : - Olivia Dutron dans Christine - Régine Teyssot dans Dragnet - Pascale Vital dans Agent zéro zéro |